# Нуньес, Мики
Мигель Нуньес Посо (исп. Miguel "Miki" Núñez Pozo, род. 6 января 1996, Тарраса, Каталония), профессионально известный как Мики Нуньес или Мики — испанский певец, который представлял Испанию на «Евровидении-2019» в Тель-Авиве с песней «La venda», где занял 22 место в финале и набрал 54 очка.
В 2018 году он принял участие в десятой серии реалити-шоу конкурса талантов «Operación Triunfo», где занял 6-е место.

## Биография

### 2018—2019: «Operación Triunfo» и «Евровидение»
Перед «Operación Triunfo» Мики учился игре на гитаре и фортепиано, а также получил степень в области администрирования и управления. Он также был вокалистом кавер-группы «Dalton Bang», с которой гастролировал по Каталонии. В 2018 году Мики пробовался на десятую серию «Operación Triunfo», будучи одним из 18 участников, отобранных для гала, и, достигнув полуфинала, финишировал на шестом месте.

### 2019:Amuza
28 июня 2019 года Нуньес выпустил сингл «Celébrate». А после, 13 сентября, вышел его первый студийный альбом озаглавленный Amuza. Он дебютировал на первом месте в чарте альбомов Испании. За выходом альбома последовал одноимённый тур по четырнадцати городам Испании.

### 2020:Iceberg
8 мая 2020 года Нуньес выпустил сингл под названием «Me Vale». Песня вошла в его второй студийный альбом, получивший название Iceberg, который вышел 20 ноября 2020 года и дебютировал на четвёртом месте в чарте альбомов Испании.
В октябре 2020 года Нуньес дебютировал в качестве телеведущего на музыкальном реалити-шоу «Cover» на каталонском телеканале TV3.

## Дискография

### Студийные альбомы
| Название | Информация                                                                                         | Высшие места в чартах |
| Название | Информация                                                                                         | SPA                   |
| -------- | -------------------------------------------------------------------------------------------------- | --------------------- |
| Amuza    | - Выпущен: 13 сентября 2019 - Форматы: цифровое распространение, CD - Лейбл: Universal Music Spain | 1                     |
| Iceberg  | - Выпущен: 20 ноября 2020 - Форматы: цифровое распространение, CD - Лейбл: Universal Music Spain   | 4                     |
| 121      | - Выпущен: 9 июня 2023 - Форматы: цифровое распространение, CD, LP - Лейбл: Universal Music Spain  | 20                    |

### Синглы
| «La venda»                                                                  | 2019 | 13 | Amuza             |
| Celébrate                                                                   | 2019 | 62 | Amuza             |
| «Escriurem»                                                                 | 2019 | —  | Amuza             |
| «Coral del Arrecife» (вместе с Софией Эльяр)                                | 2019 | —  | Amuza             |
| Me Vale                                                                     | 2020 | 95 | Iceberg           |
| «Un Estiu Que No S’Acaba»                                                   | 2020 | —  | Неальбомный сингл |
| «Viento y Vida» (вместе с Despistaos)                                       | 2020 | —  | Iceberg           |
| «No M’ho Esperava»                                                          | 2021 | —  | Iceberg           |
| «Sin Noticias de Gurb»                                                      | 2021 | —  | Iceberg           |
| «10 Minutos»                                                                | 2022 | —  | 121               |
| «Dime Que No Duele»                                                         | 2022 | —  | 121               |
| «Electricitat» (с Альфредом Гарсией)                                        | 2022 | —  | 121               |
| «—» означает, что песня не попала в чарт страны или не была в ней выпущена. |      |    |                   |

### Промосинглы
| Название                                                               | Год  | Альбом             |
| ---------------------------------------------------------------------- | ---- | ------------------ |
| «La Sortida» (Sense sal с участием Мики Нуньеса)                       | 2019 | Неальбомные синглы |
| «Tira De La Manta» (Emlan с участием Мики Нуньеса)                     | 2020 | Неальбомные синглы |
| «El Dia de la Victòria» (Buhos с участием Мики Нуньеса, Suu & Lildami) | 2020 | Неальбомные синглы |
| «¿Qué Tal?» (Манель Наварро и Мики Нуньес)                             | 2021 | Cicatriz           |
| «Lo Mejor» (Bely Basarte и Мики Нуньес)                                | 2021 | PSICOTROPICAL      |

| «El ataque de las chicas cocodrilo» (вместе с Carlos Right)                 | 2018 | 58 | Operación Triunfo 2018 |
| «Alma Mía» (вместе с Alba Reche)                                            | 2018 | —  | Operación Triunfo 2018 |
| «Friday I’m In Love» (вместе с Joan Garrido)                                | 2018 | —  | Operación Triunfo 2018 |
| «Quédate en Madrid» (вместе с Maria Villar)                                 | 2018 | —  | Operación Triunfo 2018 |
| «El Patio»                                                                  | 2018 | —  | Operación Triunfo 2018 |
| «Shallow» (вместе с Natalia Lacunza)                                        | 2018 | —  | Operación Triunfo 2018 |
| «No Olvidarme De Olvidar» (вместе с Sabela Ramil)                           | 2018 | —  | Operación Triunfo 2018 |
| «Can We Dance»                                                              | 2018 | —  | Operación Triunfo 2018 |
| «Una Lluna A L’Aigua»                                                       | 2018 | 88 | Operación Triunfo 2018 |
| «Promesas Que No Valen Nada»                                                | 2018 | —  | Operación Triunfo 2018 |
| «Hijos De La Tierra»                                                        | 2018 | —  | Operación Triunfo 2018 |
| «Some Nights»                                                               | 2018 | —  | Operación Triunfo 2018 |
| «Calypso» (вместе с Famous Oberogo & Sabela Ramil)                          | 2018 | —  | Operación Triunfo 2018 |
| «—» означает, что песня не попала в чарт страны или не была в ней выпущена. |      |    |                        |

### Другие чартовые композиции
| Название                                    | Год  | Высшее место в чартах | Альбом            |
| Название                                    | Год  | SPA                   | Альбом            |
| ------------------------------------------- | ---- | --------------------- | ----------------- |
| «Nadie se salva» (вместе с Natalia Lacunza) | 2019 | 41                    | Неальбомный сингл |